# Vannes
Vannes (en galó, Vann; en bretón: Gwened) es una localidad y comuna francesa, capital del departamento de Morbihan, en la región de Bretaña.

## Geografía
La ciudad se ubica en la orilla septentrional del golfo de Morbihan, en el lugar donde se abre el estuario del río Marle, a 15 kilómetros del océano Atlántico. Sus habitantes son denominados, en francés, vannetais.
Actualmente dispone de estación de ferrocarril (TGV París – Quimper) y acceso a la red francesa de autopistas (en el eje Nantes – Brest).

## Clima
| Parámetros climáticos promedio de Vannes (France) | Parámetros climáticos promedio de Vannes (France) | Parámetros climáticos promedio de Vannes (France) | Parámetros climáticos promedio de Vannes (France) | Parámetros climáticos promedio de Vannes (France) | Parámetros climáticos promedio de Vannes (France) | Parámetros climáticos promedio de Vannes (France) | Parámetros climáticos promedio de Vannes (France) | Parámetros climáticos promedio de Vannes (France) | Parámetros climáticos promedio de Vannes (France) | Parámetros climáticos promedio de Vannes (France) | Parámetros climáticos promedio de Vannes (France) | Parámetros climáticos promedio de Vannes (France) | Parámetros climáticos promedio de Vannes (France) |
| Mes                                               | Ene.                                              | Feb.                                              | Mar.                                              | Abr.                                              | May.                                              | Jun.                                              | Jul.                                              | Ago.                                              | Sep.                                              | Oct.                                              | Nov.                                              | Dic.                                              | Anual                                             |
| ------------------------------------------------- | ------------------------------------------------- | ------------------------------------------------- | ------------------------------------------------- | ------------------------------------------------- | ------------------------------------------------- | ------------------------------------------------- | ------------------------------------------------- | ------------------------------------------------- | ------------------------------------------------- | ------------------------------------------------- | ------------------------------------------------- | ------------------------------------------------- | ------------------------------------------------- |
| Temp. máx. abs. (°C)                              | 16.7                                              | 18.3                                              | 23.7                                              | 27.4                                              | 31                                                | 38                                                | 37                                                | 39.1                                              | 32.6                                              | 28.5                                              | 21.2                                              | 17.3                                              | 39.1                                              |
| Temp. máx. media (°C)                             | 9.2                                               | 9.9                                               | 12.6                                              | 15.1                                              | 18.6                                              | 21.7                                              | 24.4                                              | 23.9                                              | 21.7                                              | 17.1                                              | 12.6                                              | 10.2                                              | 16.4                                              |
| Temp. media (°C)                                  | 6                                                 | 6.4                                               | 8.4                                               | 10.5                                              | 13.8                                              | 16.6                                              | 19.1                                              | 18.9                                              | 16.7                                              | 12.8                                              | 8.9                                               | 7.1                                               | 12                                                |
| Temp. mín. media (°C)                             | 2.8                                               | 2.8                                               | 4.2                                               | 5.8                                               | 9                                                 | 11.5                                              | 13.9                                              | 13.8                                              | 11.5                                              | 8.5                                               | 5.2                                               | 3.9                                               | 7.7                                               |
| Temp. mín. abs. (°C)                              | -11.8                                             | -10.8                                             | -8.7                                              | -3.2                                              | -1.1                                              | 2                                                 | 6.4                                               | 4.5                                               | 2                                                 | -2.1                                              | -5.7                                              | -8.2                                              | -11.8                                             |
| Precipitación total (mm)                          | 98.1                                              | 83.3                                              | 66.9                                              | 56.6                                              | 63.3                                              | 47.9                                              | 47.2                                              | 43                                                | 64.8                                              | 89.8                                              | 89.3                                              | 102.3                                             | 852.5                                             |
| Horas de sol                                      | 72.4                                              | 77.1                                              | 164.9                                             | 143.3                                             | 170.2                                             | 244.1                                             | 260.7                                             | 217.6                                             | 189.5                                             | 96.4                                              | 106.4                                             | 62.4                                              | 1693.3                                            |
| Fuente: Météo climat stats «Clima de Vannes».     |                                                   |                                                   |                                                   |                                                   |                                                   |                                                   |                                                   |                                                   |                                                   |                                                   |                                                   |                                                   |                                                   |

## Demografía
La población de Vannes supera los 50 000 habitantes. Los habitantes del área urbana alcanzan los 140 000.
| 9 131 | 9 131 | 10 902 | 11 289 | 11 737 | 11 623 | 12 974 | 12 356 | 14 329 | 14 564 | 14 560 | 14 690 | 17 946 | 19 284 | 20 036 | 21 504 | 22 189 | 23 375 | 23 561 | 23 748 | 21 402 | 22 089 | 22 413 | 24 068 | 28 189 | 28 403 | 30 411 | 36 576 | 40 359 | 42 178 | 45 644 | 51 759 | 52 984 | 52 648 |
| Para los censos de 1962 a 1999 la población legal corresponde a la población sin duplicidades (Fuente: INSEE [Consultar]) |       |        |        |        |        |        |        |        |        |        |        |        |        |        |        |        |        |        |        |        |        |        |        |        |        |        |        |        |        |        |        |        |        |

| 1962   | 1968   | 1975   | 1982   | 1990   | 1999   | 2005 |
| ------ | ------ | ------ | ------ | ------ | ------ | ---- |
| 33 645 | 40 915 | 45 987 | 48 796 | 52 573 | 60 062 |      |

La aglomeración urbana (agglomération urbaine) de Vannes incluye dos comunas: la titular y la de Saint-Avé (8303 hab.). La Communauté d’aglommération la forman veinticuatro municipios. Sin embargo, pese a ser la capital del departamento, Vannes no es la ciudad más poblada, pues es Lorient.

## Administración y política
En el referendo sobre la Constitución Europea ganó el sí con un 62,73 % de los votos. Algunos resultados electorales recientes (primeras vueltas del sistema francés):
| Extrema izquierda | Listas de izquierda (socialistas, comunistas y otros) | Ecologistas | Dos listas de la derecha tradicional | Frente Nacional | Extrema derecha |
| ----------------- | ----------------------------------------------------- | ----------- | ------------------------------------ | --------------- | --------------- |
| 3,0%              | 36,9%                                                 | 8,7%        | 41,2%                                | 8,6%            | 1,7%            |

## Economía
Según el censo de 1999, la distribución de la población activa por sectores era:
| agricultura | industria | construcción | servicios |
| ----------- | --------- | ------------ | --------- |
| 0,9%        | 10,8%     | 3,9%         | 84,4%     |

## Historia
Fundada a finales del siglo I a. C., la ciudad galorromana se emplazaba en la colina de Boismoreau, dominando la ría. Con el nombre de Darioritum, se organizaba en torno a un amplio foro, centro del poder administrativo y político de la tribu de los veneti, una tribu comúnmente asociada con los galos que fue derrotada por Julio César en el 56 a. C. No es seguro que estos venetos y los pueblos homónimos del norte de Italia sean los mismos, aunque es más que probable. El puerto favorecía la actividad comercial de la ciudad. A fines del siglo III d. C. se construyó un castro en la vecina colina de Mené.

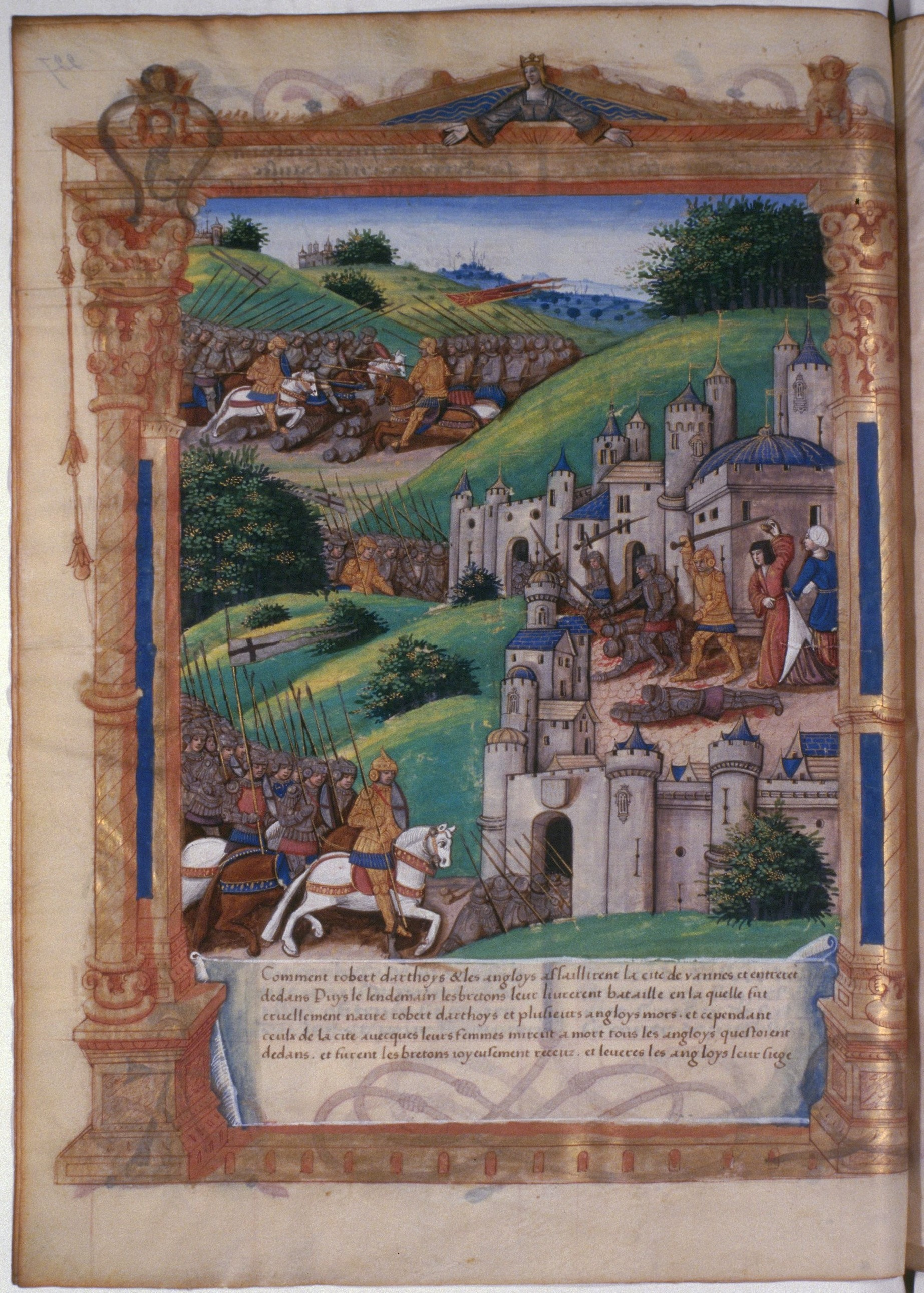
Toma de Vannes en 1342.

Desde el siglo V Vannes se convierte en sede episcopal. La ciudad se desarrolló en torno a los dos polos de las colinas de Mené —donde se edificó la catedral— y de la colina de Boismoreau. Este último núcleo se abandonaría en la Alta Edad Media.
En los siglos XII y XIII se produjeron obras de renovación de la ciudad: se reconstruyó la catedral, se mejoraron las murallas y se estableció una red viaria centrada en torno a los edificios principales. Al final de la Edad Media, Vannes era una de las principales ciudades bretonas.
En 1419 falleció en Vannes San Vicente Ferrer, patrón de la ciudad, que está enterrado en el coro de su catedral.
Entre 1675 y 1689 el parlamento de Bretaña fue obligado a abandonar su sede habitual en Rennes, pasando a Vannes. Este hecho impulsó la edificación de nuevas construcciones, sobre todo en el sur de la ciudad. También se estableció una red de distribución de agua potable y se construyeron paseos arbolados que embellecieron la ciudad.
El ferrocarril llegó en 1862.

## Lugares de interés

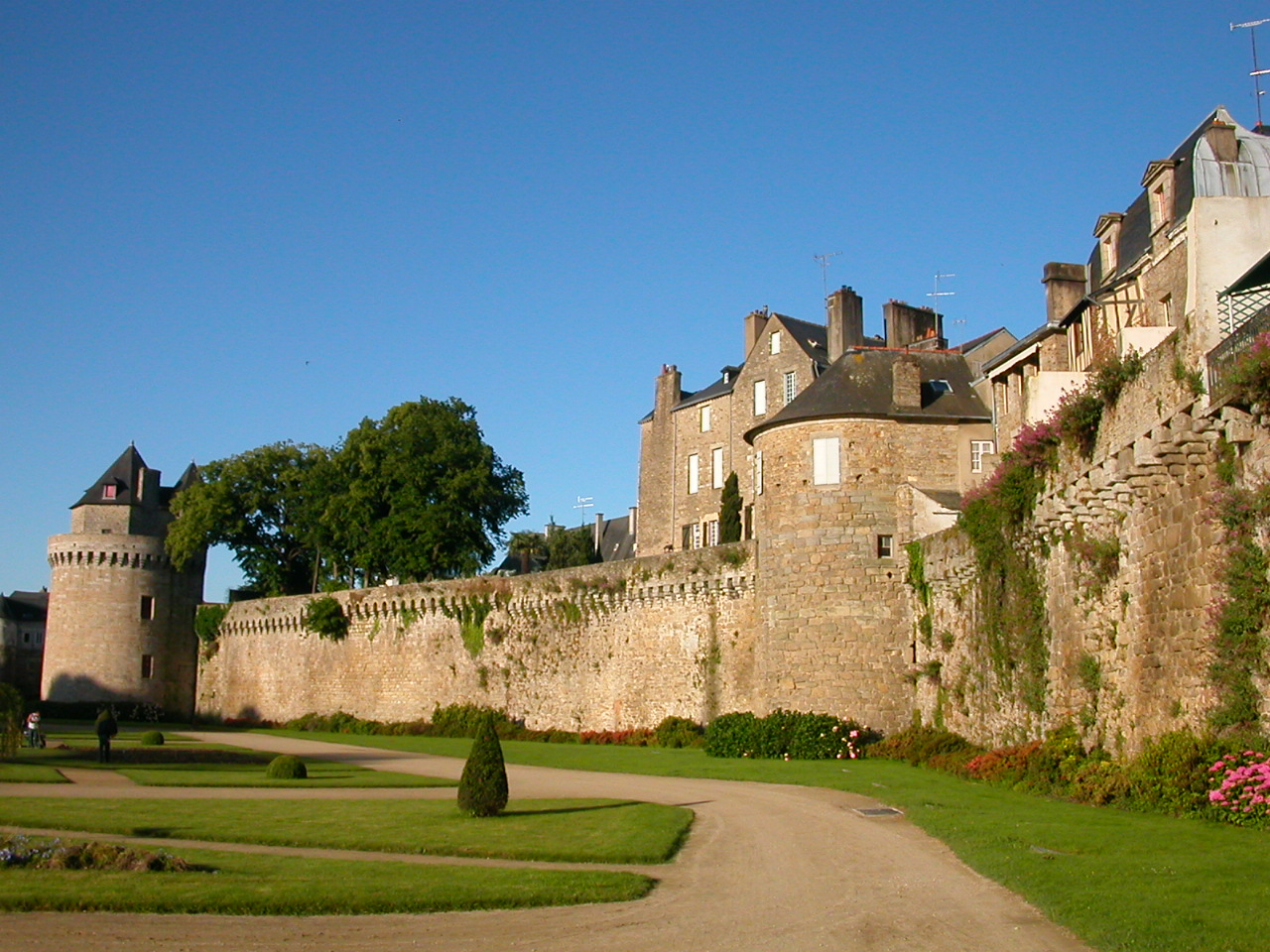
Murallas medievales

- La muralla de Vannes, principal elemento del paisaje urbano, es testigo directo de 1500 años de historia militar. A finales del siglo III, se instala una muralla al oeste de la ciudad galorromana, en la colina cercana de Mené. El trazado triangular del muro defensivo protege una superficie de unas 5 hectáreas. Más tarde entre 1370 y 1390 es ampliada por el duque de Bretaña Juan IV, quien duplica su extensión, finalmente en el siglo XVI se refuerza la muralla dotándola de torres de defensa debido a las necesidades de la época.
- La puerta prisión clasificada como monumento histórico desde mayo de 1912, es uno de los accesos más antiguos a la ciudad amurallada. En la Edad Media se denominaba puerta de San Paterno, en honor al barrio sobre el que se abre. En el siglo XIV y a comienzos del siglo XV, la puerta y sus torres se dotan de matacanes y de bocas de fuego. Se trata de un gran ejemplo de puerta fortificada con un sistema de doble puente levadizo, uno para la puerta carretera y el otro para el paso de peatones.
- La puerta de Saint-Vincent, clasificada como monumento histórico el 28 de julio de 1928, es sin duda la más prestigiosa de las seis puertas de la ciudad aún visibles. Se abrió entre 1620 y 1624 en la muralla que cierra la ciudad al sur, frente al puerto. En 1747, corroída por el salitre, fue restaurada por el ingeniero Duchemin, quien conservó la fachada barroca antigua. La estatua actual de San Vicente Ferrer, patrón de la ciudad, fue colocada sobre la puerta en 1891. Ese mismo año se decoró la parte central con el escudo de armas de la ciudad.
- La iglesia de San Paterno (Saint-Patern) data del siglo XI y está dedicada al primer obispo conocido de Vannes. A comienzos del siglo XVIII el edificio ya se encontraba en mal estado, pero hasta el desplome de la torre del campanario debido a un huracán en mayo de 1726 no se aprobó su reconstrucción. La reconstrucción se confió a Olivier Delourme, quien digirió la primera fase de las obras de 1727 a 1728. A finales del siglo XVIII se prolongó la nave mediante dos crujías y comenzaron las obras del campanario-porche, que no finalizarían hasta 1820.

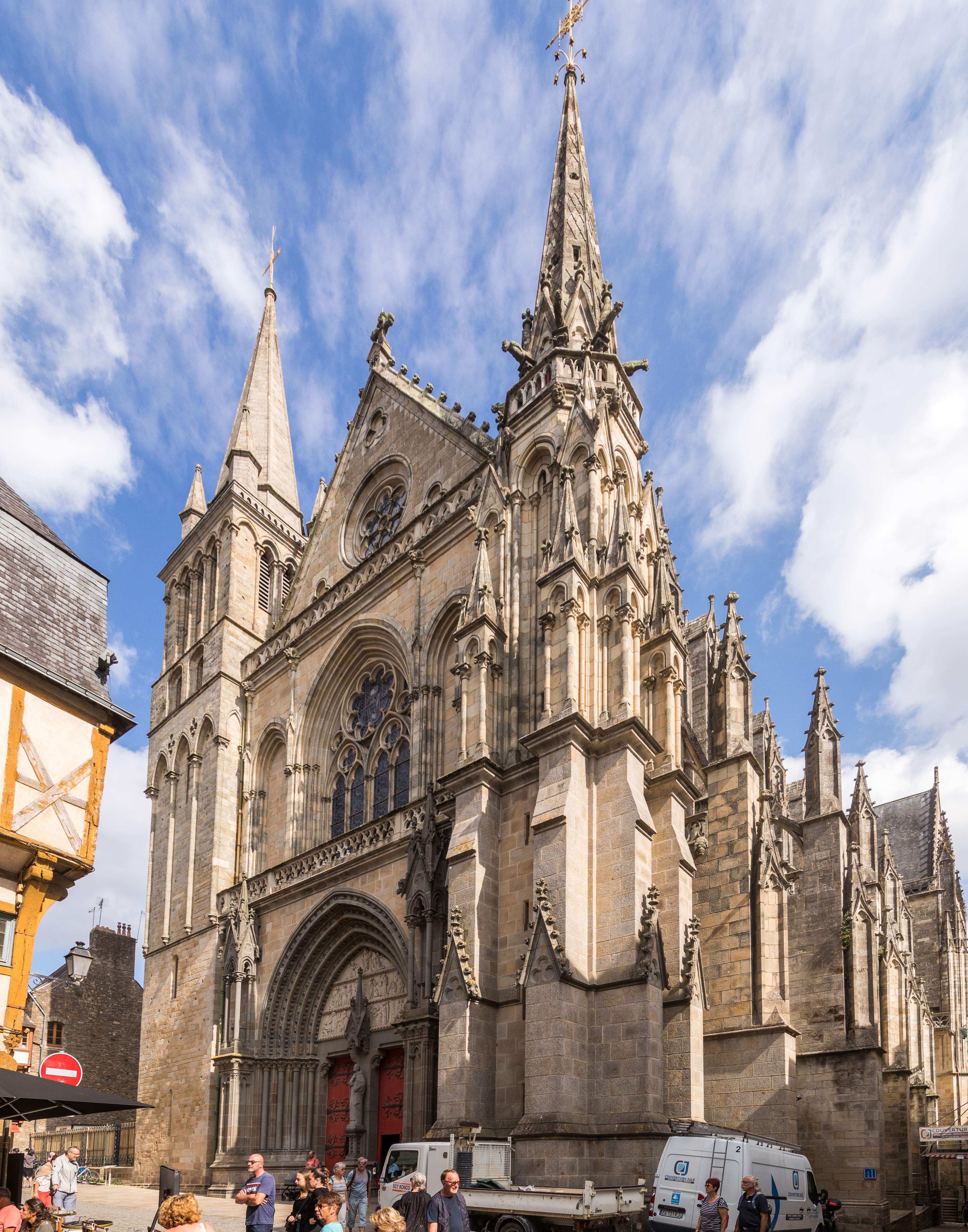
catedral de San Pedro

- La catedral de San Pedro, situada sobre la colina de Méné, está clasificada como Monumento Histórico desde el 30 de octubre de 1906 y domina la ciudad amurallada. La reconstrucción de esta catedral románica comenzó en el siglo XV, ya que era demasiado vieja y pequeña para el peregrinaje de la época a la tumba de San Vicente Ferrer, fallecido en Vannes en 1419 y enterrado en el coro de la catedral. Alberga igualmente uno de los primeros ejemplos de la penetración del estino renacentista en Bretaña. En el siglo XIX, el mal estado del edificio obliga a reconstruir la fachada occidental en estilo neogótico.
- El palacio Gaillard (Château-Gaillard) de inicios del siglo XV conserva su diseño original. Fue construido por Jean de Malestroit, canciller del duque Juan V, y como residencia refleja el rango social de su comanditario. Los cuatro niveles del palacio se erigen en una parcela estrecha y se reparten en dos edificios contiguos. Actualmente, se exponen aquí las colecciones prehistóricas, galorromanas y medievales del museo de historia de Vannes.

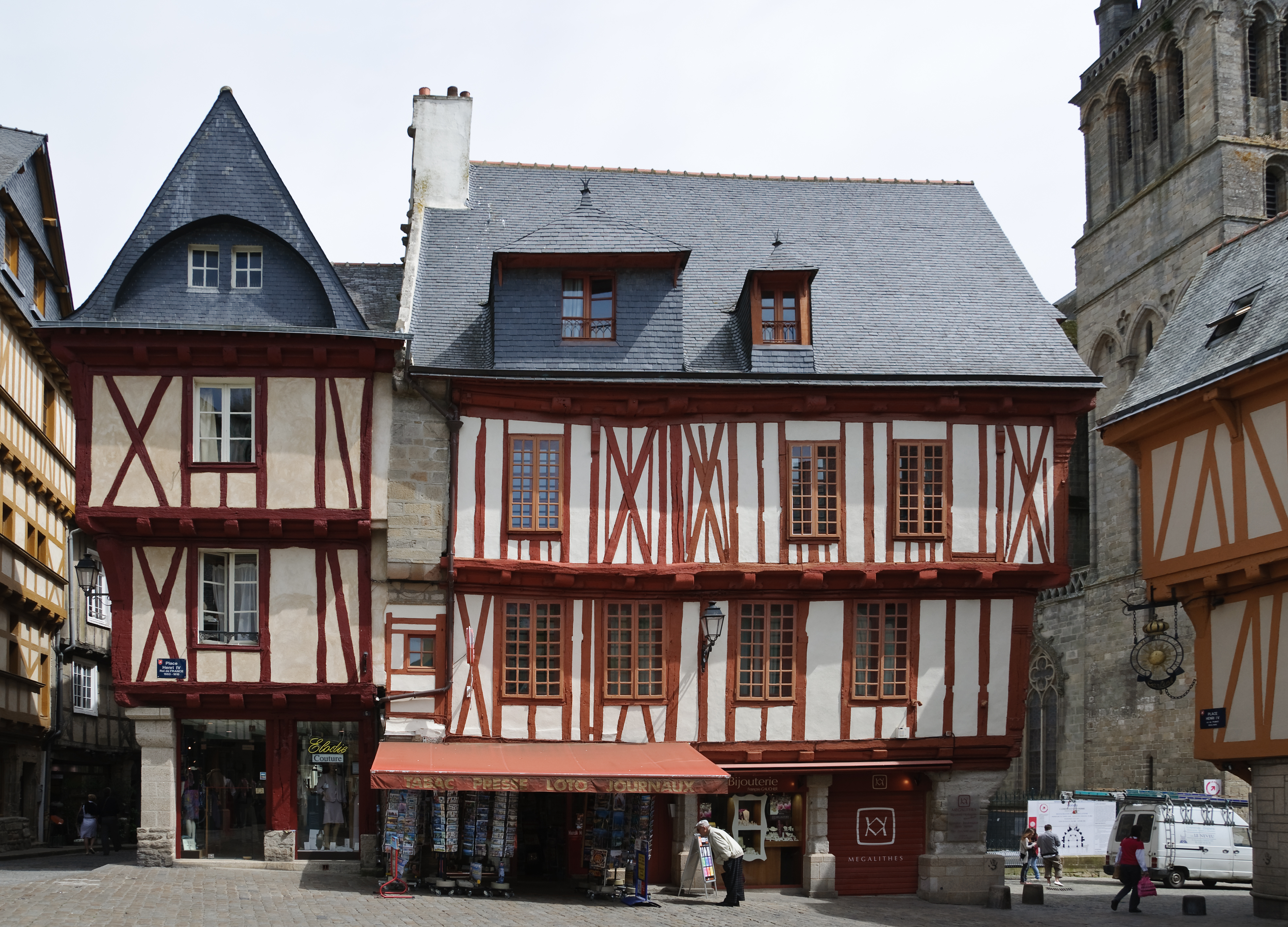
Casas del con entramado de madera.

- Vannes posee un importante patrimonio de casas con entramado de madera. Las más antiguas datan del siglo XV, aunque son escasas. Las más imponentes, debido a su meticulosa decoración, especialmente en los voladizos, datan del siglo XVI. En la calle Saint-Salomon o en el barrio de Saint-Patern puede verse este tipo de casas, cuya planta baja se aprovecha para abrir tiendas. La estructura de estas casas consta de dos soportes verticales apoyados sobre soleras de madera horizontales.

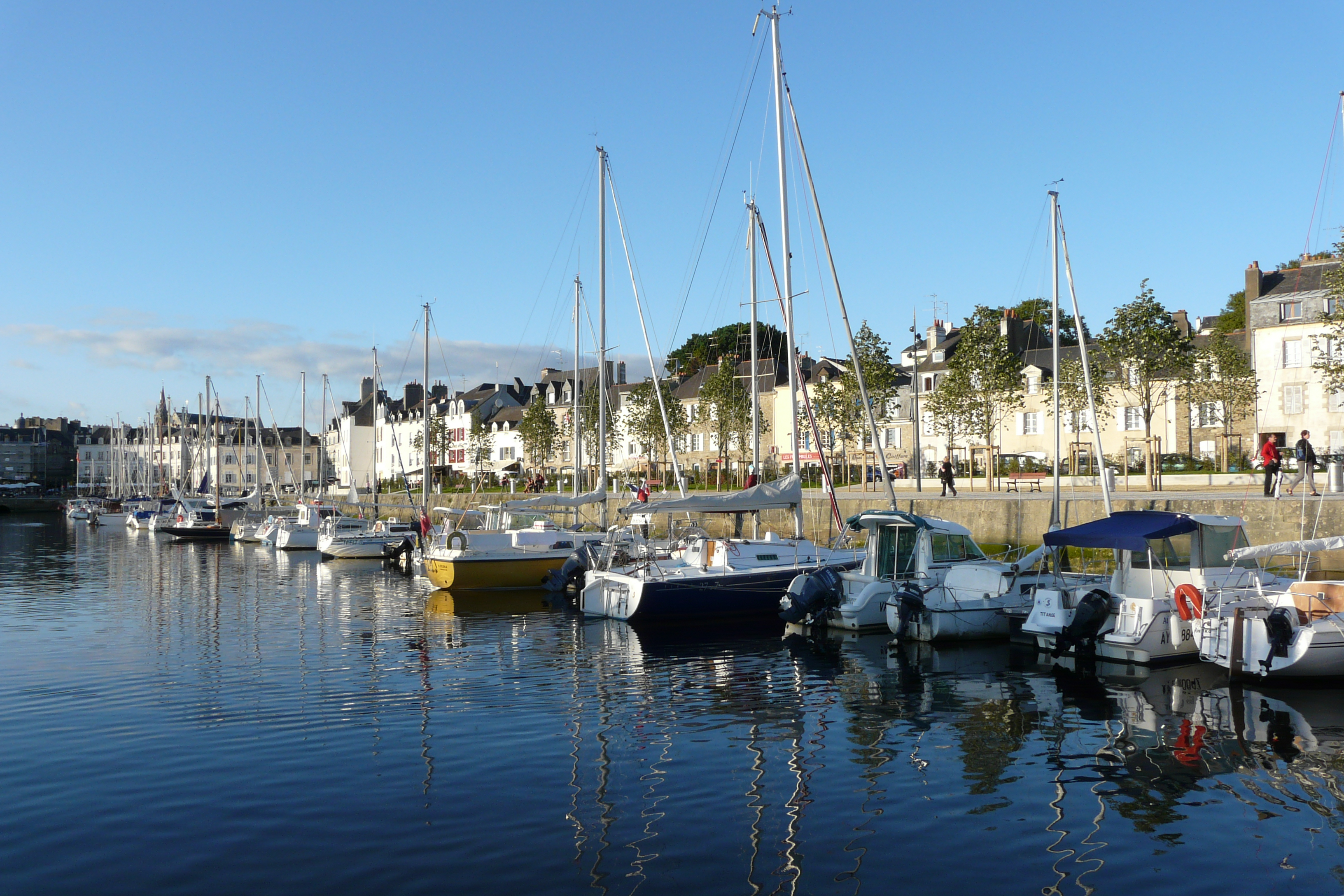
Puerto deportivo

- Orillas del estuario y puerto deportivo.

## Educación
- Institut catholique d'arts et métiers

## Hermanamientos
- Cuxhaven (Alemania)
- Mons (Bélgica)
- Fareham (Reino Unido)